# Floresta (distrito)
Distrito da Floresta (em inglês: Forest District) é um termo geral para uma área no norte de Sydney, no estado de Nova Gales do Sul, Austrália. O Distrito Florestal também é referido como The Forest. Estes subúrbios estão localizados dentro do Área do governo local do Conselho de Praias do Norte na Praias do Norte região de Sydney.
O Distrito Florestal é um nome descritivo para a área que está localizada entre os bosques do Parque Nacional Kuring-Gai Chase e Parque Nacional Garigal. A designação regional é em grande parte artificial e os subúrbios reais e as localidades que são consideradas no "Distrito Florestal" podem ser um pouco amorfas e variam de acordo com quem está fazendo a listagem.

## Subúrbios
Os subúrbios do Distrito Florestal ou da Área Florestal são:
- Forestville
- Frenchs Forest
- Belrose
- Davidson
- Killarney Heights
- Terrey Hills
- Duffys Forest

## Localidades
As localidades da Área Florestal ou Distrito Florestal são:
- Austlink
- Bantry Bay
- Sorlie
- Wakehurst
- Skyline

## Escolas
A área da Floresta é o local de uma grande variedade de escolas públicas, católicas, independentes, especializadas e de educação alternativa:
Escolas estaduais
- Kambora Public School
- Davidson High School
- Belrose Public School
- Wakehurst Public School
- Mimosa Public School
- Frenchs Forest Public School
- The Forest High School
- Forestville Public School
- Killarney Heights Public School
- Killarney Heights High School
- Terrey Hills Public School

Escolas católicas
- St Martin De Porres Catholic Primary School
- Our Lady of Good Counsel Catholic Primary School

Escolas independentes
- John Colet School
- Covenant Christian School
- Northern Beaches Christian School
- AGBU Alexander Primary School

Escolas especializadas
- The German International School
- Sydney Japanese School
- Aspect Vern Barnett School

Escolas de Educação Alternativa
- Kamaroi Rudolf Steiner School
- Kinma School
- Forestville Montessori School
- Yanginanook School

## Esporte
Algumas das associações nas quais as pessoas que vivem no Distrito Florestal participam incluem:
- Northern Sydney Rebels Gridiron Club [1]
- Forest District Rugby Union Club [2]
- Forestville Ferrets Junior Rugby League Club [3]
- Forest Lions Junior Australian Football Club (AFL) [4]
- Belrose Eagles Rugby League Club [5]
- Belrose Netball Club [5]
- Forest Netball Club
- Forest/Killarney Soccer (Football) Club
- Belrose-Terrey Hills Raiders Soccer (Football) Club
- Wakehurst Football Club (Soccer) [6]